# 연약 지반
연약지반은 도로, 제방, 건축물등 각종 상부구조물의 하중을 충분히 지지할 수 없는 지반을 말한다. 연약지반은 상대적인 개념으로 하중과 지반의 지지력의 관계에 의해서 판별 할 수 있다. 연약지반에서는 안정, 침하, 토양액상화, 투수성등의 토질공학상의 문제가 발생한다.

## 개요
- 연약지반은 지반 상부의 구조물의 하중을 지지하지 못하는 지반을 말한다.
- 자연상태의 지반에 놓이는 하중의 크기가 매우 작은 경우 지반의 강도가 크지 않더라도 하중을 지지할 수 있다. 하지만 하중의 크기가 크다면 지반의 강도가 크다고 하더라도 하중을 지지할 수 없는 경우가 있다. 예를 들어 상당한 지지력을 가지고 있는 지반이라 하더라도, 상부에 대형의 중량 구조물(고층건물, 고성토부, 필댐등)이 건설될 예정이라면 기초 처리의 관점에서 볼때 연약지반으로 분류 될 수 있다.
- 연약지반은 이와 같이 상대적인 개념으로서 물리적으로 수치적으로 명확하기 정의하기는 쉽지않다. 하지만 일반적으로 볼때, 연약지반이라고 하면 정규압밀의 점토층, 유기질의 토층, 느슨한 실트층, 느슨한 모래층, 느슨한 매립층을 의미한다.
- 우리나라의 경우 동해안, 남해안, 서해안지역(인천, 군산)및 섬진강 하구, 낙동강 하구지역(김해, 부산)에 연약지반이 넓게 분포한다.[1]

## 연약지반으로 인한 토질공학상의 문제점
- 안정의 문제

연약지반상에 구조물을 축조할 경우 기초의 지지력이 부족하거나, 원호활동이 발생하는등 지반의 전단저항력이 충분하지 못해서 안정과 관련된 문제가 발생할 수 있다.
- 침하의 문제

연약지반의 압밀침하, 연약지반에 시공된 말뚝에 작용하는 부마찰력등 흙의 압축성으로 인한 침하의 문제가 발생할 수 있다.
- 액상화의 문제

지진, 진동, 발파등 여러 가지 원인으로 발생하는 동적하중으로 인해 액상화와 관련된 문제가 발생할 수 있다.
- 투수성의 문제

연약지반 굴착공사에 있어 분사현상, 파이핑과 관련된 투수성의 문제가 발생할 수 있다.

## 연약지반 처리 방법
- 모래지반, 실트질지반, 점토지반등 지반의 성질에 따라 적절한 연약지반 처리 방법이 있다.

### 프리로딩에 의한 방법
구조물 축조 전에 재하하여 하중에 의한 압밀을 미리 끝나게 하는 공법이다. 잔류 침하도 없애고, 지반 강도도 증가시켜 기초지반의 전단파괴를 방지할 수 있다. 단점은 공사 기간이 긴 것이다. 또한 연약층이 두껍고 공사기간이 짧은 경우 적용이 곤란하다. 여성토 공법이라고도 한다.

## 연약지반과 계측
- 연약지반에서는 앞에서 언급한 바와 같이 안정, 침하, 액상화 및 투수성의 문제가 발생하므로 시공중 철저한 계측을 통해서 사전에 발생가능한 문제를 예방하여야 한다.[1]

## 같이 보기
- 땅꺼짐
- 압밀
- 침하
- 기초